# Prosnitzer Schanze
Koordinaten: 54° 16′ 16″ N, 13° 12′ 0,4″ O
Die Prosnitzer Schanze (auch Neufährschanze, Gustower Schanze, Fort Napoleon) ist eine Befestigungsanlage an der Südwestküste von Rügen, etwa 8 km südöstlich von Stralsund. Die Lage direkt am Strelasund in Sichtweite von Stralsund gab ihr einen strategisch hohen Wert. Vor allem im Schwedisch-Brandenburgischen Krieg (1674 bis 1679) war sie stark umkämpft und wechselte mehrfach den Besitzer.

Prosnitzer Schanze um 1630

## Lage und Bauweise

Lage der Prosnitzer Schanze laut MTB 1880

Die Schanze befindet sich an der engsten Stelle des Strelasunds. Früher gab es hier einen Fährbetrieb, deshalb wurde die Schanze anfangs als Neufährschanze bezeichnet. Von der Schanze aus konnte man die Zufahrt zum Hafen Stralsund überwachen und auch den Verkehr zwischen Rügen und dem Festland (Brandshagen) kontrollieren. Sie wurde als reine Erdwallanlage errichtet, ohne Mauerwerk. Die Schanze bestand aus einem fast rechteckigen, von einem Wall umgebenen Innenraum (etwa 80 × 60 m). Westlich und südlich grenzte der Wall direkt an die Küste des Strelasunds, auf der Ost- und Nordseite schloss sich ein wassergefüllter Graben an, der auf der Nordseite mit einer Brücke überquert werden konnte. Außerhalb des Grabens befand sich der Hauptwall mit 2 Hornwerken, angeblich war er auf bis zu 10 m Höhe aufgeschüttet worden.

## Geschichte

Prosnitzer Schanze 1758

### Dreißigjähriger Krieg 1618 bis 1648
Im Dreißigjährigen Krieg waren auf Rügen kaiserliche Truppen einquartiert, unter denen die Bevölkerung stark litt. Stralsund war gut befestigt und vor allem mit Dänemark verbündet. Wallenstein versuchte Stralsund auf seine Seite zu ziehen, es wurde sehr lange verhandelt, man kam aber zu keiner Einigung. Im Mai 1628 eskalierte die Situation und Stralsund wurde belagert. Um das Eingreifen der Dänen zu erschweren, legten kaiserliche Truppen auf Rügen die ersten Befestigungen an, so auch die Neufährschanze (Prosnitzer Schanze) als einfache Wallanlage, um die Einfahrt zum Hafen von Stralsund zu kontrollieren.
Unterstützt durch die verbündeten Dänen und Schweden konnte Stralsund der Belagerung durch die kaiserlichen Truppen unter Wallenstein 1628 standhalten. Da später auch Schweden eingriff, wurde Wallenstein 1630 von Stralsund und Rügen vertrieben, auch Rügen wurde schwedisch. Eine kleine kaiserliche Besatzung verblieb noch kurze Zeit auf der Schanze Altefähr und der Prosnitzer Schanze, die aber ebenfalls schnell von Schweden erobert wurde. Auch nach Ende des Dreißigjährigen Krieges wurden die Schanzen auf Rügen von Schweden genutzt, instand gehalten und mit Truppen besetzt.

Prosnitzer Schanze 1759

### Schwedisch-Brandenburgischer Krieg 1674 bis 1679
Im Schwedisch-Brandenburgischen Krieg, kämpfte Brandenburg-Preußen zusammen mit den Dänen gegen die Schweden. Im September 1677 landete der dänische König Christian V. Truppen auf Rügen, um von dort aus das schwedische Stralsund zu erobern. Die Schweden wurden geschlagen und somit war Rügen wieder in den Händen der Dänen, nur die Neufährschanze blieb schwedisch. In den nächsten Monaten diente die Neufährschanze den Schweden als Brückenkopf, um größere Truppeneinheiten nach Rügen zu schaffen.

#### Januar 1678
Bei der Schlacht bei Warksow (zwischen Poseritz und Gustow, 4 km nördlich der Schanze) wurden Dänen, Brandenburger und Hessen von Schweden vernichtend geschlagen. Rügen war wieder schwedisch. Viele Brandenburger Kriegsgefangene presste man zum Dienst in das schwedische Heer.

#### September 1678
Schon im Herbst wurde die Insel Rügen von Dänen und Brandenburgern wieder zurückerobert. Am 16. September 1678 stießen Brandenburger Truppen bis zur Schanze vor. Die Eroberung fiel ihnen sehr leicht: die schwedische Besatzung bestand überwiegend aus ehemaligen dänischen und brandenburgischen Soldaten, die gegen ihre schwedischen Offiziere meuterten und die Schanze ihren früheren Kameraden übergaben. Auch die Dänen investierten in den Unterhalt der Neufährschanze und der anderen Befestigungen auf Rügen und Dänholm.
Im Frieden von Saint Germain 1679 mussten Dänemark und Brandenburg die ehemals schwedischen Besitzungen wieder zurückgeben, die Schanze war wieder schwedisch.

### Großer Nordischer Krieg 1700 bis 1721
Während des Großen Nordischen Krieges rückten 1715 die verbündeten Preußen, Sachsen, Dänen und Hannoveraner gegen die schwedischen Städte Wismar und Stralsund vor. Am 17. November 1715 wurde die Neufährschanze eingenommen, kurz danach kapitulierte auch Stralsund. Als Ergebnis des Friedens von Frederiksborg 1720 wurde Stralsund und Rügen mit allen Befestigungsanlagen wieder schwedisch.

### Koalitionskriege

Prosnitzer Schanze – Fort Napoleon 1812

Während der Koalitionskriege begannen die Franzosen mit Planungen für einen aus 5 Festungen bestehenden Verteidigungsring um Stralsund. Begonnen wurde 1812 mit der Neufährschanze, die zum Fort Napoleon ausgebaut wurde (nicht zu verwechseln mit dem wesentlich größeren Fort Napoleon in Ostende). Die Wallhöhe betrug bis zu 10 Meter. Als Ergebnis des Wiener Kongresses wurde Rügen und damit die Schanze preußisch.

### Deutsch-Dänischer Krieg
Im Deutsch-Dänischen Krieg 1864 wurde die Prosnitzer Schanze mit Kanonen bestückt, spielte aber in dem Krieg keine besondere Rolle. Bis 1870 behielt die Prosnitzer Schanze ihre Funktion, danach wurde sie aufgegeben und verfiel.

## Zustand

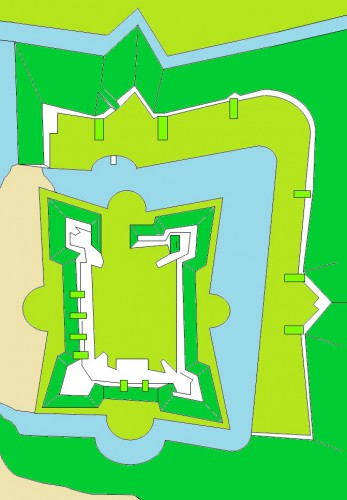
Der aktuelle Zustand der Schanze; der nördliche Vorgraben ist nicht offen.

Die Wälle sind gut erhalten. Von den früher im Innenbereich stehenden Gebäuden ist außer einigen Schuttresten nichts mehr zu finden. Insgesamt ist die Schanze sehr stark zugewachsen und schwer zugänglich. Auf Luftaufnahmen zeigt sich aber ihre exakte geometrische Form noch deutlich.

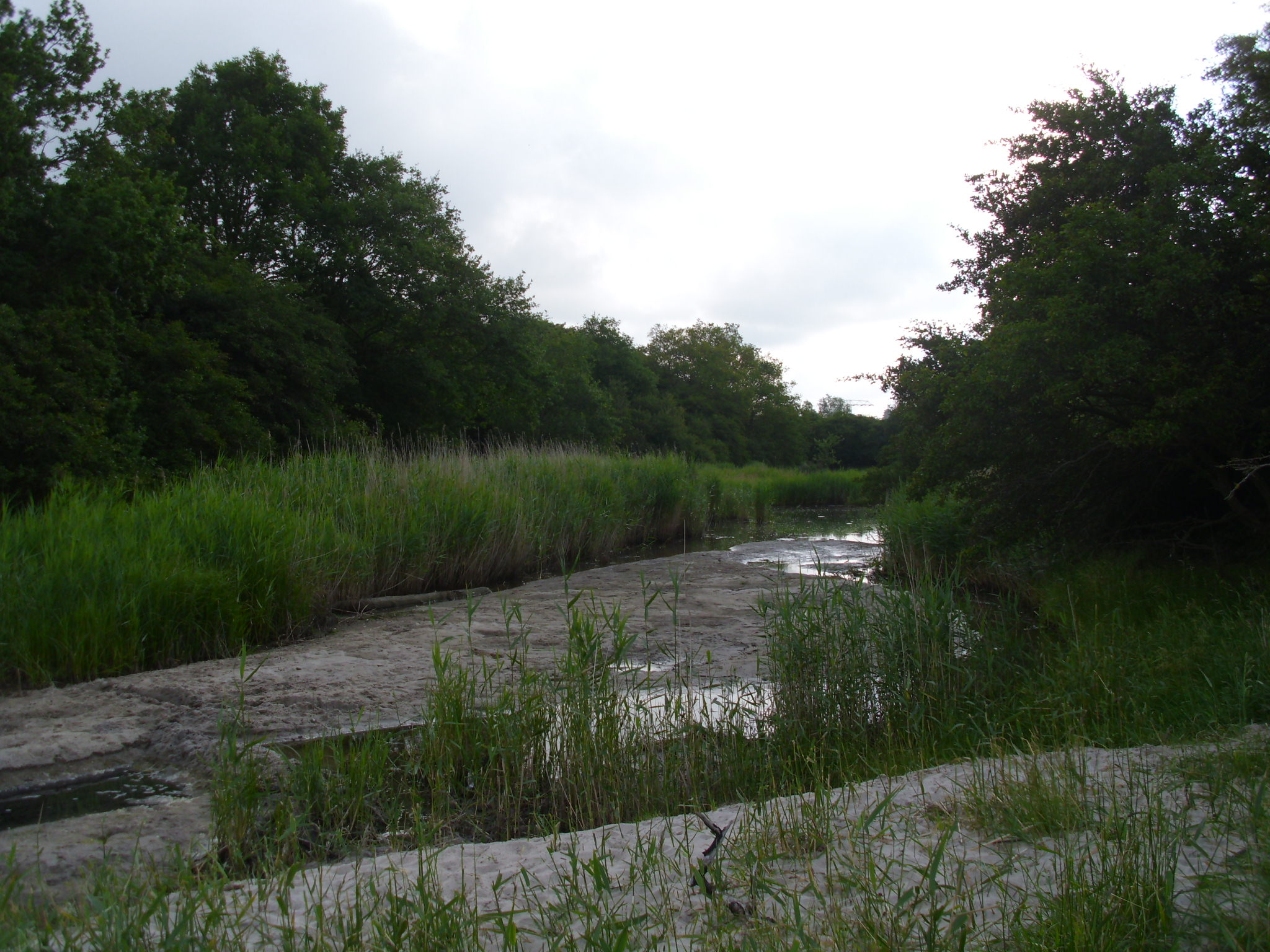
Graben an der Südseite, links der innere Wall
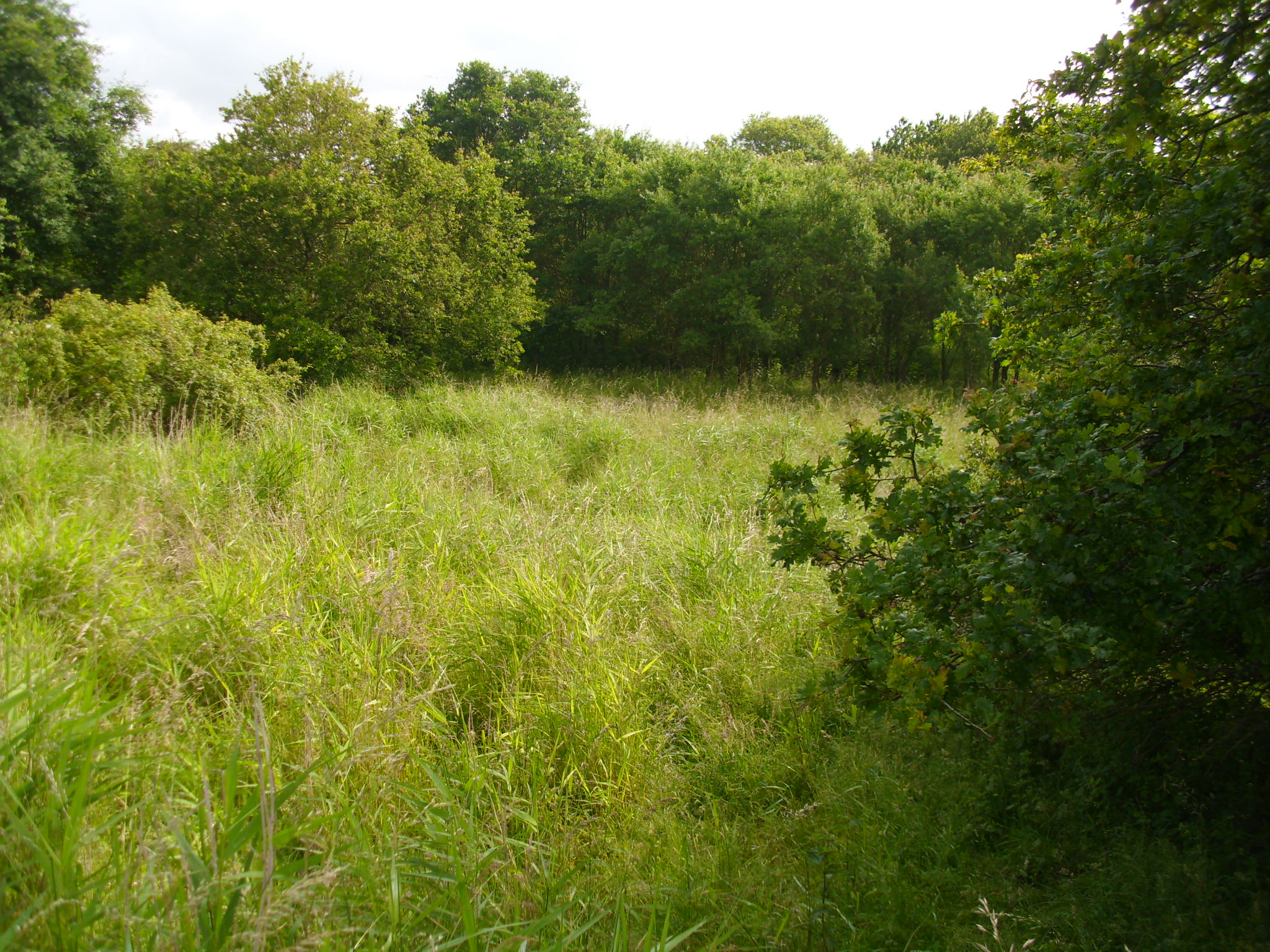
Innerer Schanzenraum
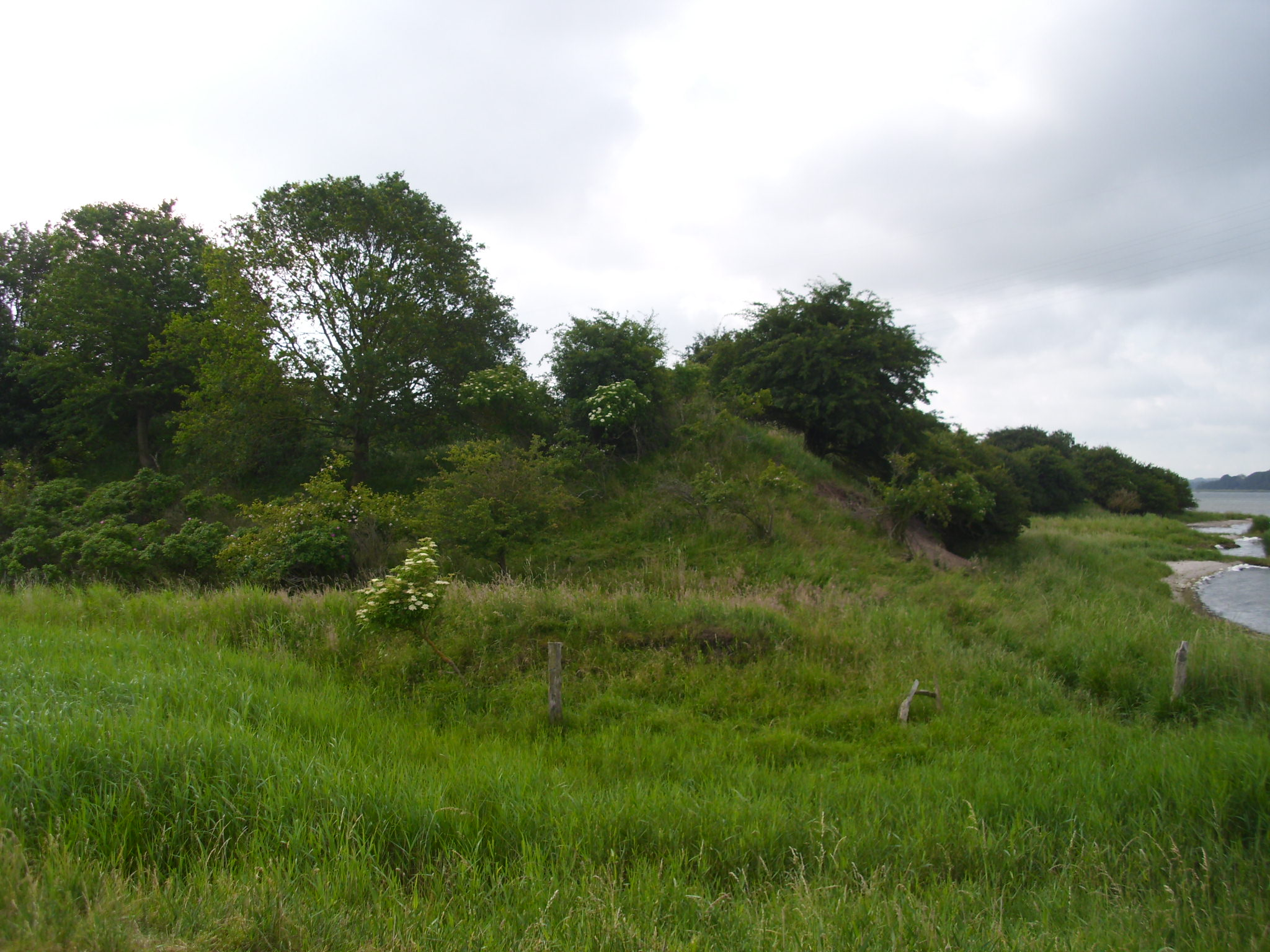
Auf dem Wanderweg von Norden kommend trifft man die Nordwestecke der Schanze
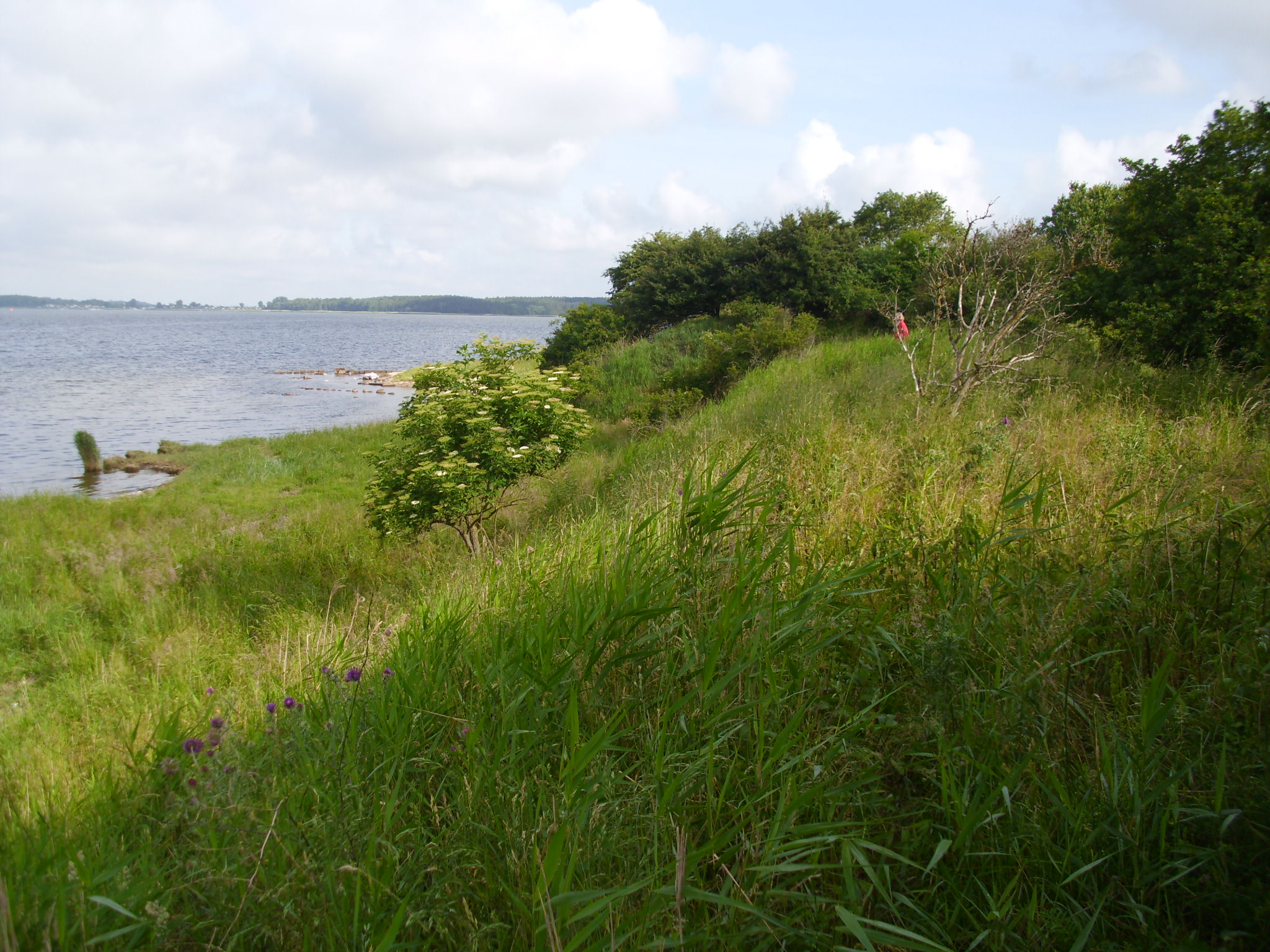
Seeseitiger Wall (Westseite)

## Denkmalschutz
Der Bereich der Schanze ist ein Bodendenkmal nach dem „Gesetz zum Schutz und zur Pflege der Denkmale im Lande Mecklenburg-Vorpommern“. Nachforschungen und gezieltes Sammeln von Funden sind genehmigungspflichtig, Zufallsfunde sind an die Denkmalbehörden zu melden.
Auszug aus der Bodendenkmalliste M-V für den Fundplatz Prosnitz 15:
Sternschanze, 17./19. Jh., FlN „Prosnitzer Schanze“, „Neufährschanze“, „Fort Napoleon“; sternförmig angelegte Wallanlage, im N, O u. S durch Wassergräben begrenzt; im Zentrum der Schanze – rechteckiges Erdwerk mit 4 Bastionen, ein runder Brunnenschacht aus gebrannten Ziegeln.
Fundmeldung 2006:
Unmittelbar an der Prosnitzer Schanze fand ein Bodendenkmalpfleger zwei Blattkachelbruchstücke. Das eine schwarz glasierte Stück zeigt einen Renaissancearchitekturrahmen, für den es datierte Vergleiche aus der 1. Hälfte des 17. Jahrhunderts gibt. Das andere grün glasierte Bruchstück stammt von einer Medaillonkachel. Der Rahmen findet Vergleiche in der Mitte und der 2. Hälfte des 16. Jahrhunderts.